# Birth Control
Birth Control est un groupe allemand de hard rock, originaire de Berlin. Le groupe est surtout connu pour son hard rock très progressif et ses pochettes d'albums très provocatrices. Le nom du groupe est une réaction à la désapprobation de la pilule contraceptive par le pape Paul VI.

## Historique
Birth Control est formé en 1968 à Berlin de la réunion de deux groupes, The Earls et The Gents. Après quelques changements de line-up, un premier album, Birthcontrol sort en 1970. Le deuxième album, Operation, est publié en 1971. Le troisième album, Hoodoo Man, reste le plus fameux, et contient en particulier le morceau Gamma Ray, un classique du genre. En juin 1974 sort le premier album live, simplement intitulé Live.
Le groupe impressionne par son style hors du commun, sorte de mélange entre le rock progressif, hard rock et certains éléments empruntés au krautrock
Le groupe ne publie pas moins de sept albums pendant les années 1970, et  acquiert une renommée dans toute l'Europe. Il est souvent comparé à Deep Purple à ses débuts, en particulier pour l'utilisation quasi permanente de l'orgue. Au début des années 1980, le groupe est en grande difficulté, sa renommée s'en va décroissante, en particulier à cause de ses deux derniers albums Count On Dracula (1980) et Deal Done at Night (1981), de piètre qualité, aboutissant à la séparation des musiciens en 1982.
En 1993, le groupe se reforme sous l'impulsion de Bernd Noske, batteur du groupe depuis 1968. Depuis, Birth Control continue de sortir quelques albums et d'écumer les salles de concerts de toute l'Europe, comme en 2008 au festival Sweden Rock. Le 5 janvier 2016, ils annoncent être deux encore actifs au sein du groupe : Peter Föller (chant) et Manfred von Bohr (batterie). Ils publient l'album Here and Now, le 4 mars 2016.

## Membres

### Membres actuels
- Peter Engelhardt - guitare (depuis 1995)
- Sascha Kühn - claviers (depuis 2000)
- Hans Vesper - basse (depuis 1998)

### Anciens membres
- Bernd Koschmidder - basse (1968-1972)
- Reinhold Sobotta - orgue (1968-1969)
- Rolf Gurra - saxophone/chant (1968)
- Fritz Gröger - chant (1968)
- Klaus Orso - guitare (1968)
- Reiner Borchert - guitare (1968)
- Hugo Egon Balder - batterie (1968)
- Bruno Frenzel - guitare (1968-1982)
- Hartmut Scheulgens - orgue (1971)
- Wolfgang Neuser - orgue (1972)
- Wolfgang Neuser - basse (1972-1977)
- Bernd « Zeus » Held - orgue/piano (1972-1977)
- Dirk Steffens - guitare (1972)
- Horst Stachelhaus - guitare (1977-1980, 1993-1998)
- Manfred « Manni » von Bohr - batterie (1977-1980)
- Jürgen Goldschmidt - basse (1980-1982)
- Jörg Becker - claviers (1982)
- Xaver Fischer - claviers (1993-2000)
- Rolf « Rocco » Klein - guitare (1993)
- Bernd Noske - chant, batterie, percussions (1968-2014, décédé le 18 février 2014)

## Discographie

### Albums studio
- 1970 : Birthcontrol
- 1971 : Operation
- 1972 : Hoodoo Man
- 1973 : Rebirth
- 1975 : Plastic People
- 1976 : Backdoor Possibilities
- 1977 : Increase
- 1978 : Titanic
- 1980 : Count On Dracula
- 1980 : Deal Done at Night
- 1982 : Bang!
- 1995 : Two Worlds (remix + inédits)
- 1996 : Jungle Life
- 1996 : Getting There
- 2003 : Alsatian
- 2016 : Here and Now
- 2022 : Open Up

### Albums live
- 1974 : Live
- 1979 : Live '79
- 1994 : Condominium
- 2000 : Live Abortion

### Compilations
- Believe In the Pill (1972)
- The Best of (1977)
- Rock On Brain (1978)
- The Best of Vol. 2 (1978)
- The Very Best of (1990)
- Definitive Collection (1996)
- Alsatian (2003)